# Gobierno de Raimundo Andueza Palacio
El gobierno de Raimundo Andueza Palacio (1890-1892) fue electo por el Consejo Federal, en el cual Andueza representó al estado Zamora. Sucedió al gobierno de Juan Pablo Rojas Paúl y fue el segundo y último de dos gobiernos del Partido Liberal que fueron independientes de la influencia de Antonio Guzmán Blanco durante la última década del Liberalismo Amarillo.
Después de que los gobiernos hubiesen quedado limitados por la constitución de 1881 a dos años por Guzmán Blanco para limitar el poder de los presidentes bajo su influencia, el presidente Andueza Palacio intentó en vano reformar la constitución para extender su mandato.
La política exterior e inmigratoria del gobierno fue racista, incluyendo en 1891 una ley que prohibía la entrada al país de extranjeros «no blancos».
El presidente Andueza Palacio fue derrocado por Joaquín Crespo durante la Revolución Legalista, marchándose al exilio. Posteriormente fue canciller durante la dictadura de Cipriano Castro.

## Contexto histórico
Los mandatos presidenciales eran de dos años y sin posibilidad de reelección, además de la predilección de Antonio Guzmán de que lo sucediera un civil, cosa que había sucedido con Juan Pablo Rojas Paúl. Este primer gobierno civil en mucho tiempo tuvo gran aceptación en la sociedad, pero su salud decayó y se hizo un llamado a elecciones, donde resultó electo Andueza por el estado Zamora, otro civil.

## Gabinete
El gabinete del presidente Andueza Palacio estuvo constituido por:
| Gabinete ejecutivo           | Gabinete ejecutivo        | Gabinete ejecutivo |
| ---------------------------- | ------------------------- | ------------------ |
| Despacho                     | Ministro                  | Ref.               |
| Relaciones Interiores        | Sebastián Casañas         | [ 1 ]              |
| Relaciones Exteriores        | Marco Antonio Saluzzo     | [ 1 ]              |
| Relaciones Exteriores        | Feliciano Acevedo         |                    |
| Relaciones Exteriores        | Manuel Clemente Urbaneja  |                    |
| Guerra y Marina              | Julio F. Sarría           | [ 1 ]              |
| Fomento                      | Francisco Batalla         | [ 1 ]              |
| Hacienda                     | Vicente Coronado          | [ 1 ]              |
| Crédito Público              | José Tadeo Monagas Oriach | [ 1 ]              |
| Obras Públicas               | Santiago Terrero Atienza  | [ 1 ]              |
| Instrucción Pública          | Eduardo Blanco            | [ 1 ]              |
| Secretario de la Presidencia | Juan Francisco Bustillos  | [ 1 ]              |
| Gobernación de Caracas       | Naphtalí Urdaneta         | [ 1 ]              |

## Gobierno

### Política de defensa
El presidente Andueza elevó el contingente de efectivos a 5000 hombres en 1891, y se reinstaló la Academia Militar. También enfatizó en el Congreso la necesidad de adquirir un acorazado.

### Política legislativa
El presidente Andueza le escribió una carta pública a Joaquín Crespo, quien se había declinado su cargo de senador, enviando a su suplente; Crespo le respondió que aceptaría su mandato siempre y cuando no tuviera reformas constitucionales.
A partir de 1892 el presidente Andueza comenzó a mostrarse partidario de la vuelta a la constitución de 1864, lo que en la práctica traería de vuelta los veinte estados (eran siete) y la posibilidad de reelección del presidente.

### Política de inmigración
En 1891 se promulgó una ley en Venezuela para prohibir la entrada de los extranjeros «no blancos». La ley sancionada el 11 de agosto de 1891 expresaba «No se contratarán ni aceptarán como inmigrantes personas de nacionalidad asiática o de las Antillas Inglesas y Holandesas». A pesar de la aprobación de la ley, un gran número de migrantes antillanos, chinos y algunos hindúes continuaron entrando al país para trabajar como agricultores y mineros.